# Sheikh Mukhtar Mohamed Hussein
Sheikh Mukhtar Mohamed Hussein (en somalí: Sheekh Mukhtaar Maxamed Xuseen, en árabe: الشيخ محمد حسين مختار‎‎; 1912-Nairobi, 12 de junio de 2012) fue un político somalí, que se desempeñó como presidente del parlamento y presidente interino en 1969.

## Biografía

### Presidencia
Representó a la región del Alto Juba en el Parlamento somalí, donde fue su tercer presidente entre 1965 y 1969.
Tras el asesinato de Abdirashid Ali Shermarke, el 15 de octubre de 1969 se hizo cargo de la presidencia de forma interina. Fue derrocado en un golpe de Estado a los pocos días, el 21 de octubre, en una revolución liderada por Mohamed Siad Barre.

### Fallecimiento
Murió en Nairobi, Kenia, en 2012 a la edad de 99 años. El gobierno somalí le concedió un funeral de estado en Mogadiscio, y allí fue enterrado el 15 de junio de 2012.